# Aedes wauensis
Aedes wauensis är en tvåvingeart som beskrevs av Huang 1968. Aedes wauensis ingår i släktet Aedes och familjen stickmyggor. Inga underarter finns listade i Catalogue of Life.